# Kinotavr 2014
Le Kinotavr 2014, 25e édition du festival, s'est déroulé du 1 au 8 juin 2014.

## Déroulement et faits marquants
Le film Le Souffle (Испытание) d'Alexandre Kott remporte le Grand Prix, Anna Melikian remporte le Prix de la mise en scène pour Star et le Prix du meilleur premier film est remis au film Classe à part d'Ivan Tverdovski.

## Jury[2]
- Andreï Zviaguintsev (président du jury), réalisateur
- Yuri Kolokolnikov, acteur
- Elena Lyadova, actrice
- Vladislav Opeliants, directeur de la photographie
- Denis Rodimine, scénariste et réalisateur
- Sergueï Choumakov, acteur
- Alena Choumakova, critique

## Sélection

### En compétition[3]
- 21 Jours de Tamara Dondurei
- A White, White Night de Ramil Salahutdinov
- Welcome Home (Велкам хом) de Angelina Nikonova
- Au revoir, maman (До свидания мама) de Svetlana Proskourina
- L'Idiot ! (Дурак) de Youri Bykov
- Another Year d'Oksana Bytchkova
- Star (Звезда) d'Anna Melikian
- Le Souffle (Испытание) d'Alexandre Kott
- Comment je m'appelle (Kак меня зовут) de Niguina Saïfoullaeva
- Film sur Alexeev (Кино про Алексеева) de Mikhaïl Segal
- Classe à part (Класс коррекции) d'Ivan Tverdovski
- Combinat Espoir (Комбинат « Надежда ») de Natalia Mechtchaninova
- Ask Me de Vera Kharybina
- ChB d'Evgeni Cheliakine

## Palmarès[4]
- Grand Prix : Le Souffle (Испытание) d'Alexandre Kott.
- Prix de la mise en scène : Star (Звезда) d'Anna Melikian.
- Prix du meilleur premier film : Classe à part (Класс коррекции) d'Ivan Tverdovski.
- Prix du meilleur acteur : Alexei Filimonov dans Another Year.
- Prix de la meilleure actrice : Severija Janusauskaite dans Star.
- Prix de la meilleure photographie : Levan Kapanadze pour Le Souffle.
- Prix du meilleur scénario : Youri Bykov pour L'Idiot !.
- Prix de la meilleure musique : Au revoir, maman de Svetlana Proskourina.
- Prix spécial du jury : Comment je m'appelle de Niguina Saïfoullaeva.
- Prix du meilleur court métrage : Accidentellement de Jora Kryjovnikov